# Coco Mademoiselle

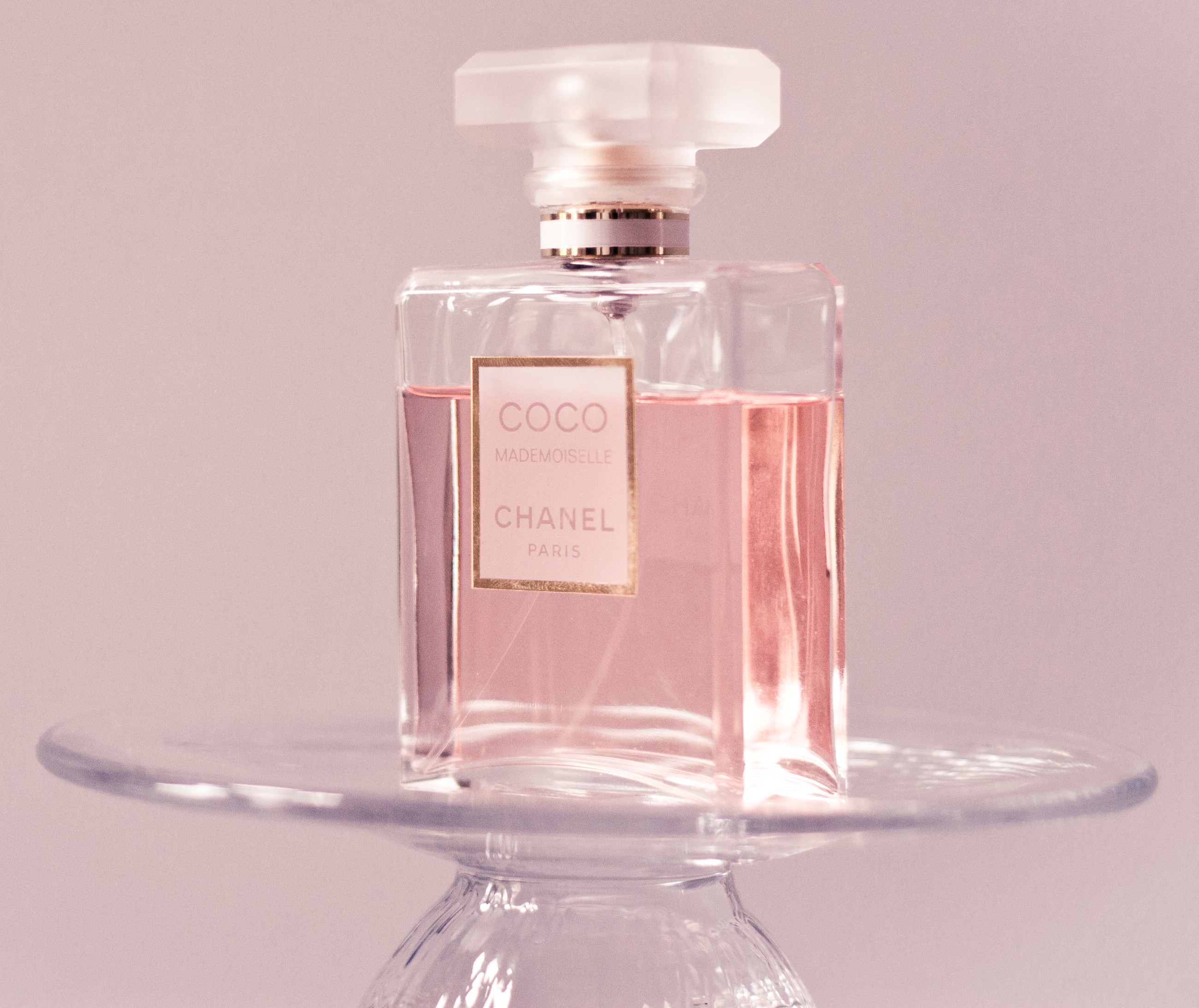
Een flacon Coco Mademoiselle

Coco Mademoiselle is een damesparfum van het Franse modehuis Chanel. Het werd in 2001 geïntroduceerd als een toegankelijker alternatief voor Coco (1984) en is gericht aan een jongere doelgroep. Het werd ontwikkeld door Jacques Polge, de parfumeur van Chanel van 1978 tot 2015. Van Coco Mademoiselle bestaat er een parfum, eau de parfum, eau de toilette en verschillende lichaamsverzorgingsproducten. Coco Mademoiselle is het best verkopende parfum in onder andere de Verenigde Staten.
Het Belgische model Anouck Lepere vertegenwoordigde Coco Mademoiselle bij de introductie, maar ze werd al snel opgevolgd door supermodel Kate Moss. In 2007 nam de Britse actrice Keira Knightley het van Moss over. In datzelfde jaar verscheen er een reclamefilm met Knightley als Coco Chanel en geregisseerd door Joe Wright. 